# Metal Gear Solid: HD Collection
Metal Gear Solid: HD Collection (Metal Gear Solid: HD Edition in Giappone) è una raccolta videoludica del 2011 della serie Metal Gear uscita per PlayStation 3 e Xbox 360 e successivamente per PlayStation Vita.
L'edizione per PlayStation 3 e Xbox 360 contiene le versioni rimasterizzate in alta definizione di Metal Gear Solid 2: Sons of Liberty (con alcuni contenuti della versione Substance), Metal Gear Solid 3: Snake Eater (con alcuni contenuti della versione Subsistence) e Metal Gear Solid: Peace Walker, mentre l'edizione per PlayStation Vita contiene solo i primi due. I videogiochi sono stati originariamente sviluppati dalla Kojima Productions, mentre le conversioni sono state pubblicate da Konami e sviluppate da Bluepoint Games, Genki e Armature Studio. Nel disco sono incluse anche le versioni MSX di Metal Gear e Metal Gear 2: Solid Snake, adattate da Aspect Co. La versione giapponese delle edizioni console, tuttavia, sostituisce Peace Walker con un codice prodotto per scaricare Metal Gear Solid. La conversione HD di Peace Walker è stata distribuita separatamente in Giappone il 10 novembre.
La trama per tutti i videogiochi rimane invariata con le versioni rimasterizzate. Per la rimasterizzazione, tutti e tre i videogiochi hanno subito una profonda revisione grafica per permettere loro di sostenere la moderna risoluzione 720p su console, e sub-risoluzione HD su PlayStation Vita. Oltre alla risoluzione 720p HD, le edizioni console di queste nuove versioni girano a 60 fotogrammi al secondo. Tutti e tre i videogiochi hanno il supporto ai trofei per le versioni PlayStation 3 e PlayStation Vita e il supporto agli obiettivi per la versione Xbox 360. Lo schema di controllo di Peace Walker è stato rivisto per permettere l'utilizzo del dual analog stick e il rumble.

## Accoglienza
La rivista Play Generation ha dato alla versione per PlayStation 3 un punteggio di 93/100, reputando i titoli come tre capolavori, apprezzando le centinaia di ore di gioco a disposizione, le trame e i personaggi spettacolari, ma ritenendo le meccaniche e i controlli in parte obsoleti e la grafica non sempre "lucidata" a dovere. Nel complesso, la collection è stata giudicata "strepitosa" per la quantità di contenuti e i giochi, che si confermavano come "eccelsi", i quali però sono invecchiati peggio di ICO e God of War.
L'edizione per PlayStation Vita ha ricevuto una valutazione di 92/100. Le due avventure vengono definite "eccezionali" e utili per entrare nel mondo di Kojima. Tra i difetti si segnalano l'assenza di Peace Walker HD, il sistema di controllo non perfetto e i tempi di caricamento un po' lunghi. Nel complesso, i titoli viene lodata la possibilità di rigiocare o scoprire per la prima volta due titoli fondamentali dell'era PS2.